# Joukahainen

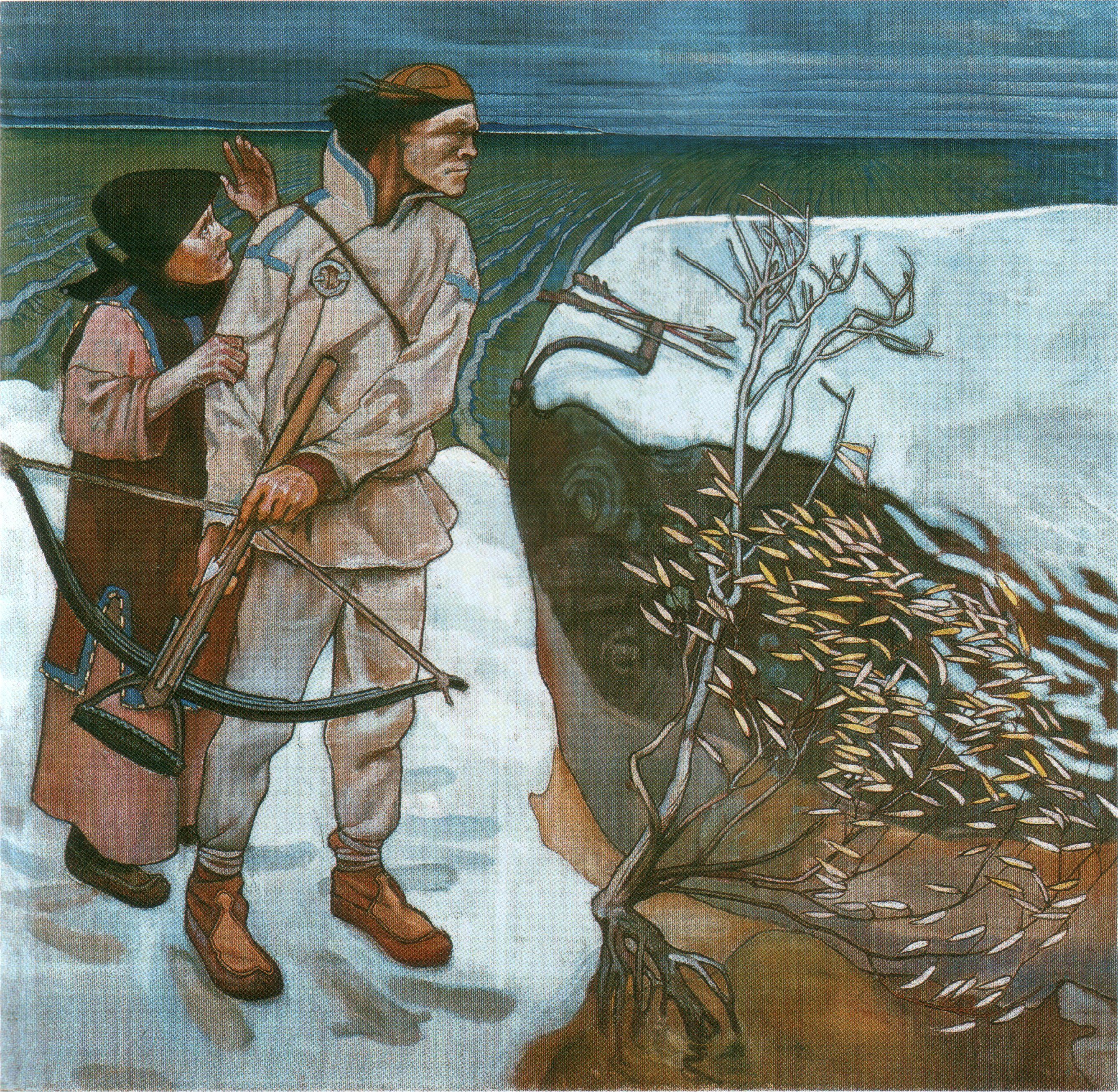
Joukahainens Rache, Gemälde von Akseli Gallen-Kallela, 1897

Joukahainen ist eine Figur aus dem finnischen Nationalepos Kalevala.
Er forderte Väinämöinen zu einem Gesangsduell heraus, konnte dessen magische Stimme aber nicht besiegen. Daraufhin wurde er von Väinämöinen in einen Sumpf gezaubert. Er rettete sein Leben, indem er Väinämöinen seine Schwester Aino zur Frau versprach.
Später erschoss Joukahainen Väinämöinens Pferd, um Rache zu üben, so dass sein Gegner in das Meer des Nordlandes Pohjola stürzte. In der finnischen Volksdichtung ist der Schütze nicht Joukahainen, sondern "lappalainen kyyttösilmä" (Schielenauge aus Lappland), der Schuss fand vor der Weltenschöpfung statt. Väinämöinens Pferd wird dabei als blauer Elch (sininen hirvi) beschrieben.
Der finnische Vorname Jouko ist von Joukahainen abgeleitet.